# La Gabriela (película)
La Gabriela es una película dramática chilena de 2009, dirigida por Rodrigo Moreno del Canto y protagonizada por Ximena Rivas como Gabriela Mistral, completando el reparto Tamara Acosta, Carolina Varleta, Iván Inzunza, Eduardo Paxeco, Carmen Disa Gutiérrez, Mireya Moreno y Catherine Mazoyer en los papeles secundarios. El guion escrito por Ángela Bascuñán, es una adaptación de la biografía de Gabriela Mistral, una poetisa, diplomática, profesora y una de las principales figuras de la literatura chilena y latinoamericana, siendo la primera iberoamericana premiada con el Nobel.
La Gabriela se estrenó a través de Televisión Nacional de Chile el 13 de septiembre de 2009 y ha recibido críticas generalmente positivas de los especialistas. En 2009, la actriz Ximena Rivas es ganadora del Premio APES por su interpretación protagónica. 

## Sinopsis
Basada en la vida de Gabriela Mistral. Se reconstruye la vida de Gabriela, sus viajes como diplomática, la relación con su hijo adoptivo Yin Yin hasta llegar a recibir el Premio Nobel. 

## Elenco

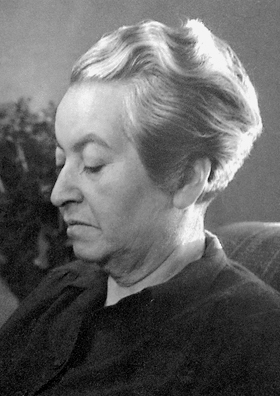
Retrato de Gabriela Mistral.

- Ximena Rivas como Gabriela Mistral.
- Tamara Acosta como Palma Guillén.
- Carolina Varleta como Laura Rodig.
- Iván Inzunza como Juan Miguel Godoy "Yin Yin".
- Ana José Manríquez como Lucila Godoy (adolescente)
- Eduardo Paxeco como Romelio Ureta (adolescente).
- Hugo Vásquez como Manuel Magallanes Moure.
- Benjamín Velásquez como Juan Miguel Godoy "Yin Yin" (Niño).
- Carmen Disa Gutiérrez como Petronila Alcayaga.
- Mariana Muñoz como Emelina Molina.
- Macarena Grun como Lucila Godoy (niña).
- Catherine Mazoyer como Victoria Ocampo.
- Hernán Vallejo como Beltrami Morales.
- Mireya Moreno como Isabel Villanueva.
- Ramón González como Juan Jerónimo Godoy.
- Elvis Fuentes como Carlos Godoy.
- Carolina Soltmann como Doris Dana.
- Moisés Norambuena como Vicente Huidobro.
- Francisco González como Víctor Domingo Silva.
- Jacqueline Adrián como Adelaida, profesora de Lucila.
- Carolina Escobar como Clementina, novia de Romelio.
- Teresa Hales como Periodista brasileña